# يولبارس خان
يولبارس خان (بالأويغورية: يۇلۋاس خان) () (1888-1971)، هو أويغوري، وزعيم حزب الكومينتانغ الموالي للحكومة الصينية أثناء الحرب الأهلية الصينية. وكان يخدم الحاكم في خانية كومول «محمد شاه» ومن بعده ابنه مقصود شاه، وكان حاكم هذه المنطقة يُسمى «خان». وتم إلغاء الخانية بعد وفاة مقصود شاه في مارس 1930، وعُين جين شورن محافظًا للمنطقة.  وعندما حدث تمرد كومول للإطاحة بجين شورن؛ قام يولبارس خان بمعاونة خوجا نياز وما تشونغ يينغ للإطاحة بجين. واستطاعوا السيطرة على المحافظة.
وبعد الإطاحة بجين شورن؛ خلفه شنغ شيكاي في 12 أبريل عام 1933، وأُبرمت اتفاقية سلام بين خوجا نياز وشنغ شيكاي تحت وساطة القنصل السوفيتي المُقرب من جوزيف ستالين، وكانت الاتفاقية تنص على منح الحكم الذاتي للمسلمين الأويغور في جنوب سنجان (كاشغر أو حوض تاريم) وهذه المنطقة كانت قد أصبحت بالفعل خارج السيطرة الصينية بعد التمرد وتحت  سيطرة قوات ما تشونغ يينغ، لم يوافق يولبارس خان على الاتفاقية وترك خوجا نياز وأصبح ولاؤه لقوات ما تشونغ يينغ والذي أصبح قيادي في حزب الكومينتانغ وقائد الكتيبة 36 في صيف عام 1934، ترك يولبارس خان قوات ما تشونغ يينغ بعد تراجعه في جنوب سنجان وتلقيه مساعدات من الاتحاد السوفيتي في 7 يوليو 1934، وقام يولبارس خان بإبرام اتفاق سلام مع شنغ شيكاي وترك منصب قائد الأويغور. وفي صيف عام 1937 فر إلى نانجينغ وعاد إلى كومول في عام 1946. وقاد المسلمين الصينيين بالتحالف مع الروس ضد جيش التحرير الشعبي في سنجان في عام 1949. كما حارب في معركة ييوو. في عام 1951 فر إلى كلكتا في الهند عبر التبت، حيث هوجمت قواته من قِبل قوات دالاي لاما. ثم ركب باخرة إلى تايوان. عينه حزب الكومينتانغ الحكومة محافظًا لسنجان حتى توفي في عام 1971 في تايوان. وفي عام 1969 تم إصدار مذكراته.
يُعتبر يولبارس خان خائن عند قادة الأويغور الثوريين مثل محمد أمين بوغرا وحزب كاشغار الشاب والحزب الإسلامي التركستاني لوقوفه مع شيانغ كاي شيك وحزب الكومينتانغ، والذين واصلوا المطالبة بأن تظل سنجان جزء من جمهورية الصين.